# 高岡蒼佑
高岡 蒼佑（たかおか そうすけ、1982年〈昭和57年〉2月8日 - ）は、日本の俳優、TikToker、元格闘家。東京都大田区蒲田出身。血液型B型。身長176cm。

## 来歴
- 東京で生まれ、中学の頃に千葉県に引っ越した。中学3年までを千葉で過ごす。千葉県内の鴨川第一高等学校に入学後すぐに中退。中退後、1ヶ月間アメリカでホームステイをした。アメリカから帰国後、東京で一人暮らしを始め、友人の紹介で読者モデルをはじめた。またその時に定時制高校へ入りなおした[1]。「定時制高校に通いながらラーメン屋の住み込みのアルバイトと読者モデルをしている苦学生」とテレビ番組で紹介されたことがきっかけでスカウトされ、芸能界入り。
- デビューは連続テレビドラマ『天国のKiss』（1999年）
- 映画『バトル・ロワイアル』（2000年）のオーディションで応募総数約6000名の中から主要生徒の一人である杉村弘樹役を勝ち取った。その後は映画初主演も果たし、映画『パッチギ!』（2005年）では、第20回高崎映画祭最優秀新人俳優賞を受賞。
- 所属事務所をフライングボックスからスターダストプロモーションに2006年2月付けで移籍、同時に名義を高岡蒼佑から高岡蒼甫に改めた。
- 女優の宮﨑あおいと結婚（2007年6月15日付け）。のちに離婚を2011年12月28日に発表[2]。
- 舞台演劇では、蜷川幸雄芸術監督『ヘンリー六世』のリチャード役に抜擢[注 1]。翌年には宮本亜門演出『金閣寺』の柏木役を演じた[注 2][3]。
- 主演映画『さんかく』では、第20回日本映画プロフェッショナル大賞主演男優賞を受賞。
- フジテレビ批判をTwitter上で2011年7月23日より展開。内容は同局が過剰な韓流推しをしているとし、さらに日本で活動をしている韓国人タレントを批判する文章を投稿したことをきっかけに騒がれ、同7月28日をもって所属事務所であるスターダストプロモーションを離れることをTwitter上にて発表した。一連の騒動の詳細は後述（#人物#発言）および「2011年のフジテレビ騒動#高岡蒼甫のツイート騒動」を参照。
- 当初の芸名である高岡蒼佑に戻した（2011年12月）が、しかし高岡奏輔への改名を宣言（2013年12月11日、Twitterにて）。
- 所属事務所ジャパン・ミュージックエンターテインメント（イー・コンセプト）を2017年3月末で退社してフリーランスとなった。
- 芸名が、2018年10月の映画『止められるか、俺たちを』出演時点で再び最初期の高岡蒼佑に戻っている[4]。
- 再婚して一般女性と入籍し、既に2児の父になっていることを2018年11月に公表[5][6][7]。
- 俳優業を引退することを自身のInstagramで2020年8月3日発表[8]。2020年10月29日発売のメンズファッション雑誌「Rudo」の表紙を飾り、ファッションカットやインタビューが掲載された。これが俳優業引退後、初のメディア出演となった[9]。
- 公式YouTubeチャンネル「Sosuke Takaoka」を2022年5月23日に開設[10]。
- 格闘家デビューすると発表し、2022年5月31日に京都市内で記者会見。興行は同年6月12日に堺市産業振興センターで行われる「競拳21」で、「高岡蒼佑　不死鳥伝説　第一章」と銘打たれた同興行のメインカードを務め、65キロ契約のキックボクシングルール、2分×3ラウンドでYouTuber「フォーカード」トミーと対戦[11]。主なルールは10オンスのグローブを着用しヘッドギアなど防具なし、膝蹴りはあるが肘打ちや首相撲なしと発表され、3-0の判定で勝利を収めた[12]。デビュー2戦目となる2023年1月7日「競拳22」で権藤正一（若極連）との対戦は、3-0の判定で勝利[13]。試合後に格闘家としての引退を表明した[13]。
- 俳優活動をユーチューブチャンネルで既報していた通り、2023年11月16日に正式発表[14]。翌2024年2月に発売されるVシネマ『CONNECT 覇者への道』（同日配信開始）へ出演となるが、俳優業本格復帰については「戻る気なんてサラサラない。それは変わらない」と否定した[注 3][14]。
- 2年前に離婚していたことを認める記事が週刊誌に2023年11月24日付けで掲載された[15]。

## 人物

### 趣味・嗜好・エピソード
- 16歳の時、ボクシングジムに何か月か通っていた[16]。
- トイプードルを2匹飼っていた（名前は「パンチ」と「コンブ」）。週刊誌『女性セブン2012年9月20日号』によると、宮崎が家を出る際に一緒に連れていったが、いずれ自分が引き取ることになると語った[17]。
- 東日本大震災の被災地に日本赤十字社を通して義援金350万円の寄付を行ったことを自身のオフィシャルサイトで2011年4月付け報告。この報告については「芸能人という立場だからこそあえて公示をさせていただきます」という前置きがあった。
- 傷害事件を起したとして報道される。2016年1月7日に三軒茶屋駅近くの路上で20代の男性に対し顔面を数発殴ったり、腹を蹴るなどして軽傷を負わせたとして傷害の疑いで逮捕された[18]。1月27日、示談が成立し不起訴処分となったことが明らかにされた[19]

### 人間関係
- 小栗旬とは10代の頃にオーディションの帰りに知り合い、当時は毎晩のようにどちらかの家に入り浸っていた[20]。
- 『ROOKIES』、『猿ロック』で共演した市原隼人は、高岡が格闘技デビューすると聞いて京都の自宅まで夜中に車でプロテインを届けた。高岡にとって市原隼人は15年間変わらずそばにいてくれた存在である[21][22]。
- プロボクサーの辰吉丈一郎と辰吉寿以輝とは15年来の付き合いである[23]。
- 元俳優で政治家（れいわ新選組代表）の山本太郎とは映画『バトル・ロワイアル』などで共演して以来、25年来の付き合いがあり、2024年10月実施の第50回衆議院議員総選挙では山本の街頭演説を訪れ、激励している[24]。

### 発言

#### 2006年の発言
映画のプロモーションで韓国滞在中の高岡の発言として、朝鮮日報（2006年3月12日付）により、「仲のよかった韓国人の友達がキムチの臭いのために変な目で見られ、堂々と韓服を着ることができないことにいつも胸を痛めていた」「個人的には日本という国はあまり好きではない。韓国に対し、日本は卑劣なように思える。日本政府は正しい情報を国民に伝えるよう願う」などの発言を行ったと報じられた。
この報道における高岡の発言は、2ちゃんねるなどで反日思想の持ち主と批判の的になり、自身のブログが炎上、閉鎖された。高岡は事実とは異なる報道がなされたことによってマスコミ嫌いが根付くきっかけとなったと明らかにしている。また、この件に関して2011年7月にツイッター上にて「卑劣だなんだなんて言ってない。あちらさんの書き方」と語っている。

#### 2011年の発言
フジテレビの放送番組に「韓流ドラマ」が増えていることに関して、2011年7月23日にTwitter上で「正直、お世話になったことも多々あるけど8は今マジで見ない。韓国のTV局かと思う事もしばしば。うちら日本人は日本の伝統番組を求めていますけど。取り合えず韓国ネタ出てきたら消してます。ぐっばい」、(韓国系の放送内容が多いことに対して)「ここはどこの国だよって感じ^^ 気持ち悪い！ごめんね、好きなら。洗脳気持ち悪い！」「TV局の韓国おし無理。けーPOP、てめーの国でやれ。」  （韓流に対して）「ここまで侵略しなかったら自分も言わないよ。ここ日本なんだよね^^」 「頑張ってる人たちを見るのは好きです。でもけーぽっぷはふぁっくです^^」 「いやいや勝手にやってくれてたらいいよ。自分の国で。それだけじゃない？ 日本がこんな時にボランティアにくるんだったら判るけど韓国に金がいってるんでしょ？ ないなぁ。今日本が大変な時に韓国に金。ないなぁ。」などと過剰な韓流推しをしていると一部で目されているテレビ局(フジテレビ)やK-POP、震災後日本で活動する韓国人タレントを批判する発言を投稿した（但し、高岡本人も2010年の秋、フジテレビの『韓流α』枠で月曜から金曜の夕方に放送されていた『1%の奇跡』に主演として吹き替え出演している）。この発言は騒動になり、福岡のテレビ番組では「差別的な発言」として紹介された。自身の思想信条をツイッターで告白後、ツイッターアカウントは大炎上し、所属事務所スターダストプロモーションの幹部と話し合ったが平行線に終わり、高岡から自主退職の申し出はしなかったが契約は解消され、2011年7月28日をもってスターダストプロモーションを離れることをTwitter上にて発表した。
高岡は韓国に対する批判ではなく、国の一大事時にどさくさ紛れに欺いて偏りをみせている今の体制への嫌悪感から、日本を引っ張っている人間たちに対する抗議のために発言したとしている。
人権救済法案、人権侵害の国際通報制度、自治基本条例、住民投票条例をマスメディアは報道しないが日本人に知らせなくてはならないものとして、日本を守るために早急に覚えるべきであると主張している。
高岡はマスメディアに「自分の精神状態の話や嫁の話も取り上げられるなら、更に国民に知らせるべき事も大きく知らせて頂きたい。人権擁護法案お願いしますね」と呼びかけるとともに、ツイッター閲覧者には外国人参政権、人権侵害救済法案反対の署名を呼びかけている。

#### 派生したデモ
8月7日には2000人が参加するフジテレビに対する抗議デモが本社前で行われた。参加者が日本国歌を斉唱したため韓国メディアは右翼デモであると非難している。しかし高岡自身はデモなどに対しては否定的である。

#### その後
2011年10月初頭にブログの記事を全て削除、ツイッターも9月30日には「こんな騒動あって成長してなかったんならある意味俺とんでもない野郎だよな。成長して恩返しする。借りができまくってしまった」などと書き込み、10月2日「早々にTwitterを辞めたい所なのだがこれを辞めると宣言する事によってまたロクでもない事が起こると思ってるんで続けています。何かが起きたときのツールとして必要なんです」を最後にアカウントを非公開状態にする処置をした。
COVID-19ワクチンに関して自身のSNSを通じて反ワクチンの立場を表明している。Instagramのプロフィールには「#コロナは茶番 #TVは真実こそ報道しない」などのハッシュタグを掲げ、ストーリーや投稿で「医者 殺人教唆期 周りにワクチン接種を勧めたり強要したり正気の沙汰ではない」「せっかく生まれてきた命 自ら望んで実験台にさせられています」などと発信し、ワクチン接種者にはビタミンCやニンニク、亜鉛の摂取による「解毒」を呼びかけている。

## 主な出演

### テレビドラマ
- 天国のKiss（1999年、テレビ朝日） - 今井明弘（生徒）
- 教師びんびん物語スペシャル（2000年、フジテレビ）- 石井（生徒）
- FLY 航空学園グラフィティ（2000年、NHK） - 井下公彦
- 2001年のおとこ運（2001年、フジテレビ）10話 - 井上一馬
- 少年たち2（2001年、NHK）- 有沢祐二
- 眠れぬ夜を抱いて 2・3話（2002年、テレビ朝日） - 渡邊智行
- 三匹が斬る! 6話（2002年、テレビ朝日） - 佐吉
- 明日は陽のそばで（2002年、関西テレビ/フジテレビ）
- 太陽の季節（2002年、TBS） - 佐原慎二
- 俺は鰯（2003年、WOWOW） - 劉駿源（リュオ・ヂュンユェン）
- 東京ラブ・シネマ（2003年、フジテレビ） - 篠原忍
- 金曜時代劇 茂七の事件簿3 ふしぎ草紙（2003年、NHK）1話『片言の声』 - 彦次
- ほんとにあった怖い話 恐怖急便「部屋に棲む者」（2004年1月10日、フジテレビ）-主演・立山航太
- 勝負下着 （2004年、フジテレビ） - 岡田直哉
- 人間の証明（2004年、フジテレビ） - 郡翔平
- タイガー&ドラゴン 8話第「出来心」（2005年、TBS） - 金子準
- 劇団演技者「石川県伍参市」（2005年、フジテレビ） - 北居籐治
- スローダンス 6話「飛び出した告白」（2005年、フジテレビ） - 佐々木明
- 彼氏宣誓!!（2005年、フジテレビ） - 伊藤哲也
- 1%の奇跡（2005年、WOWOW） - イ・ジェイン<吹き替え>
- お台場湾岸テレビ（2006年、フジテレビ） - 主演・星成和
- アテンションプリーズ（2006年、フジテレビ）1話ゲスト - 鮎川司
- 大奥スペシャル〜もうひとつの物語〜（2006年、フジテレビ） - 吉之助
- 東京タワー 〜オカンとボクと、時々、オトン〜（2007年、フジテレビ） - 徳本寛人
- 木曜時代劇 風の果て 1〜3話（2007年、NHK） - 野瀬市之丞（青春時代）
- モップガール（2007年10月 - 12月、テレビ朝日） - 若山朗
- 交渉人〜THE NEGOTIATOR〜（2008年、テレビ朝日） - 甘利祐介
- ROOKIES（2008年、TBS） - 若菜智哉
- リアル・クローズ（2008年9月16日、フジテレビ） - 山内達也
- 交渉人〜THE NEGOTIATOR〜スペシャル（2009年2月28日、テレビ朝日） - 甘利祐介
- 松本清張生誕100年記念作品「駅路」（2009年4月11日、フジテレビ） - 山崎辰男
- 金曜プレステージ「親父の一番長い日」（2009年6月19日、フジテレビ） - 平賀健吾
- 猿ロック（2009年7月 - 10月、日本テレビ）- 山田巡査
- 交渉人2〜THE NEGOTIATOR〜（2009年10月 - 12月、テレビ朝日） - 甘利祐介
- リアル・クローズ（2009年10月 - 12月、関西テレビ/フジテレビ） - 山内達也
- 椿山課長の七日間（2009年12月19日、テレビ朝日） - 純一
- 金曜プレステージさだまさしドラマスペシャル 故郷 〜娘の旅立ち〜（2011年7月5日[40]、フジテレビ） - 佐伯守
- SAKURA〜事件を聞く女〜（2014年12月15日・22日、TBS）9話、最終話ゲスト - 工藤寛之
- 食の軍師（2015年4月 - 6月、TOKYO MX）- 力石馨
- テミスの求刑（2015年5月、WOWOW） - 水谷康介
- 山本周五郎 人情時代劇 第1話「なみだ橋」（2015年10月6日、BSジャパン） - 佐助
- 大岡越前3 第7話「過去を失くした男」（2016年2月26日、NHK BSプレミアム） - 沢田源蔵
- 義母と娘のブルース 2020年謹賀新年スペシャル（2020年1月2日、TBS） - 川田優也

### 映画
- 9-NINE/ナイン（2000年、監督：香月秀之）- ユウジ
- バトル・ロワイアル（2000年、東映、監督：深作欣二） - 杉村弘樹
- アカシアの道（2001年） - 川田新一
- RED SHADOW 赤影（2001年） - 東郷源八郎
- 青い春（2002年、監督：豊田利晃） - 雪男
- 黄昏流星群「同窓会星団」（2002年） - 小倉正彦
- blue（2003年） - 水内学
- 17才 (D:木下ほうか)（2003年） - 自転車美少年
- 念珠〜オモヒノタマ〜 伍の珠 茸狩り(2004年)
- 紀雄の部屋（2004年、監督：深川栄洋） -主演・紀雄
- SPIRIT（2004年） - アラタ
- コンクリート（2004年） - 主演・大杉辰夫
- 鉄人28号（2005年） - 村雨研二
- パッチギ! （2005年、シネカノン、監督：井筒和幸） - 李安成（リ・アンソン）
- 春の雪 （2005年、東宝、監督：行定勲） - 本多繁邦
- シュガー&スパイス 風味絶佳（2006年、東宝） - 矢野
- あしたの私のつくり方（2007年、日活） - 田村博之
- ヒートアイランド（2007年） - リューイチ
- クローズZERO（2007年、東宝、監督：三池崇史） - 伊崎瞬
- 青空のルーレット（2007年） - 岸野太郎
- GSワンダーランド（2008年11月、日活） - 長谷川タツオ
- クローズZERO II（2009年4月、東宝、監督：三池崇史） - 伊崎瞬
- ROOKIES -卒業-（2009年5月、東宝） - 若菜智哉
- ちゃんと伝える（2009年8月、ギャガ、監督：園子温） - 田村圭太
- 猿ロック THE MOVIE（2010年2月、SDP・ショウゲート） - 山田巡査
- 座頭市 THE LAST（2010年5月、東宝、監督：阪本順治）- 虎治
- さんかく（2010年6月、日活、監督：吉田恵輔） - 主演・百瀬
- 十三人の刺客（2010年9月、東宝、監督：三池崇史） - 日置八十吉
- バトル・ロワイアル 3D（2010年11月、東映、監督：深作欣二） - 杉村弘樹
- ワラライフ!!（2011年1月、ファントム・フィルム、監督：木村祐一） - 小倉弘之
- 僕等がいた 前篇（2012年3月、東宝、監督：三木孝浩） - 竹内匡史
- 僕等がいた 後篇（2012年4月、東宝、監督：三木孝浩） - 竹内匡史
- 千年の愉楽（2013年3月9日、監督：若松孝二） - 田口三好
- ROUTE42（2013年3月19日、監督：瀬木直貴） -  主演・伊藤龍也
- 流し屋 鉄平（2015年3月13日、監督榊英雄） - 景浦光太
- 闇金ドッグス（2015年8月1日） - 小中高志[41]
- CONFLICT 〜最大の抗争〜（2016年5月28日、オールインエンタテインメント） - 早田忍
- CUTIE HONEY -TEARS-（2016年10月1日） - 浦木一仁[42]
- サマーソング（2016年9月17日公開、クラスター） - REXオーナー
- あの日の伝言（2018年5月26日公開、アイオイチャンネル） - 若村清
- 止められるか、俺たちを（2018年10月13日、若松プロダクション） - 大島渚
- 花と雨（2020年1月17日、ファントム・フィルム）
- CHAIN/チェイン（2021年11月26日、マジックアワー） - 伊東甲子太郎

### ネットドラマ
- 行きずりの殺意（2002年）
- LISMO Channel金曜連続オリジナルドラマ第20弾 - 婚前特急-ジンセイやっぱ21から-（全4話） -（2011年1月7日 - 1月28日） - ジロー
- BeeTV - パーティーは終わった(全31回)Episode3「殺されたい」（全6話） - （2011年3月14日 - 3月31日） - 主演・謎の男
- CONNECT 覇者への道（2025年6月25日 - ） - 主演・ラーメン屋店主 宗像清蔵（暗殺部隊「烈士会」リーダー）[43]

### 舞台
- ピルグリム（2003年1月 - 2月、演出：鴻上尚史、新国立劇場）- きょーへい
- BENT（2004年1月 - 2月、演出：鈴木勝秀、PARCO劇場） - ルディ
- ウィー・トーマス（2006年6月、演出：長塚圭史、PARCO劇場） - 主演・パドレイク
- ヘンリー六世（2010年3月 - 4月、演出：蜷川幸雄、さいたま芸術劇場:彩の国シェイクスピア・シリーズ第22弾（彩の国さいたま芸術劇場開館15周年記念公演）） - リチャード
- 金閣寺（2011年1月 - 3月神奈川芸術劇場他、演出：宮本亜門）、日本文学シリーズ第1弾(神奈川芸術劇場こけら落とし） - 柏木
- 金閣寺 NY公演（2011年7月、演出：宮本亜門、ニューヨーク・リンカーン・センター内Rose Theater） - 柏木
- 金閣寺 凱旋公演（2012年1月 - 2月、演出：宮本亜門、TBS赤坂ACTシアター・梅田芸術劇場） - 柏木
- 僕らの深夜高速 (2014年11/20 - 11/24)草月ホール
- 『K.テンペスト』(2014年10/29〜11/3)まつもと市民芸術館　特設劇場
- 惡 (2015年1/28〜2/8)新宿　紀伊國屋ホール

### Vシネマ
- 仁義なきやくざ（2015年、オールインエンタテインメント）全2作 - 柳
  - 仁義なきやくざ（2015年7月） - 山崎組幹部
  - 仁義なきやくざ2（2015年8月） - 松竹組山口組幹部
- CONFLICT 〜最大の抗争〜（2016年、オールインエンタテインメント） - 早田忍　※映画『CONFLICT 〜最大の抗争〜』をDVD2枚に分けてソフト化
  - CONFLICT 〜最大の抗争〜 第一章 勃発編（2016年7月）
  - CONFLICT 〜最大の抗争〜 第二章 終結編（2016年8月）
- KYOTO BLACK（2019年、オールインエンタテインメント） - 氷室コンサルタント社長 氷室礼
  - KYOTO BLACK 白い悪魔（2019年10月）
  - KYOTO BLACK 紅い女（2019年11月）
- CONNECT 覇者への道1・2・3・4・5・6（2024年） - 主演・ラーメン屋店主 宗像清蔵（暗殺部隊「烈士会」リーダー）

### PV
- サザーランド「letter」 (2006年)
- GReeeeN「愛唄」 （『これ、PVでSHOWっ!!??』スペシャル・ボーナス・トラック『「愛唄」“特別版・エビ甲冑戦國活劇”』）（2009年12月9日）
- 遊助「ひと」 （2010年11月10日）

### CM
- NTTドコモ関西「504i ミルトモ篇」（2002年）
- ワールド「BOYCOTT」
- 日立『つくろう。キャンペーンハイビジョンプラズマWooo』（2006年） -ナレーション
- 日本郵政グループ「ひとりを愛せる日本へ 4つの事業会社篇」、「ひとりを愛せる日本へ 民営化宣言篇」（2007年〜2008年） -ナレーション
- Right-on（2008年 / 2009年） ※ドラマ版『ROOKIES』 / 映画版『ROOKIES -卒業-』とのコラボCM
- ロッテアイス「Coolish」（2009年） ※[44]
- 伊藤園「W BLACK」 / 「MINERAL SPARKIES」（2009年） ※[44]
- ロッテ「ガーナチョコレート」母の日ガーナ篇（2009年5月3日 - 10日、期間限定） ※[44]
- GReeeeNベスト・アルバム「いままでのA面、B面ですと!?」 (2009年)
- JA全農ひろしま 広島こめたまご2019（ブランド）篇（2019年）[45]

## CD
- 「泣かずにいられない」(GSワンダーランドオリジナル・サウンドトラック) (2008年11月15日、ウルトラ・ヴァイヴ)
- 「ミスター・シャドウナイト」(GSワンダーランドオリジナル・サウンドトラック) (2008年11月15日、ウルトラ・ヴァイヴ)

## 書籍

### フォトエッセイ
- はじめまして、こんにちは。（2009年5月8日、SDP）ISBN 4903620573

## 戦績

### アマチュアキックボクシング
| キックボクシング 戦績 | キックボクシング 戦績 | キックボクシング 戦績 | キックボクシング 戦績 | キックボクシング 戦績 | キックボクシング 戦績 | キックボクシング 戦績 |
| --------------------- | --------------------- | --------------------- | --------------------- | --------------------- | --------------------- | --------------------- |
| 2 試合                | (T)KO                 | 判定                  | その他                | 引き分け              | 無効試合              |                       |
| 2 勝                  | 0                     | 2                     | 0                     | 0                     | 0                     |                       |
| 0 敗                  | 0                     | 0                     | 0                     | 0                     | 0                     |                       |

| 勝敗 | 対戦相手 | 試合結果          | 大会名 | 開催年月日    |
| ○    | 権藤正一 | 2分3R終了 判定3-0 | 競拳22 | 2023年1月7日  |
| ○    | トミー   | 2分3R終了 判定3-0 | 競拳21 | 2022年6月12日 |

## 受賞
- 2005年 第20回 高崎映画祭 最優秀新人俳優賞『パッチギ!』
- 2010年 TAMA映画賞 最優秀作品賞『さんかく』
- 2011年 第20回 日本映画プロフェッショナル大賞 主演男優賞『さんかく』